# Друга косовско-метохијска бригада
Друга косовско-метохијска бригада НОВЈ формирана је 9. септембра 1944. године у селу Љиљанцу код Бујановца од Косовског партизанског одреда и новопридошлог људства из Гњилана и Качаника. На дан формирања имала је четири батаљона са око 600 бораца, а крајем године око 1,600 бораца.

## Ратни пут
Значајније борбе водила је код Бујановца 8. новембра, код Гњилана 16. новембра и Урошевца 20. новембра против заштитница немачке групе армија „Е“ које су се повлачиле преко Косова и Метохије према Краљеву. Са 27. српском бригадом 46. дивизије НОВЈ извршила је напад 3. децембра 1944. на око 2,000 балиста, који су дан раније са правца Гњилана и Качаника продрли у Урошевац. После оштрих борби, балисти су се уз губитке од око 200 погинулих повукли на планину Жеговац. Бригада је 8. фебруара 1945. године, ушла у састав 52. косовско-метохијске дивизије НОВЈ и у њеном саставу до априла 1945. водила борбе у Качанику против остатака балистичких и других одметничких албанских снага.